# Перевалка
Перевалка (англ. перевалка, англ. overload1, transfer1, reloading1, overload point, transshipment point, н. Übergabe1 f, Umschlag1 m, Übergabestation2 f, Übergabestelle f – 
1) Дія переміщення (або яка включає переміщення як ключову операцію) чого-небудь, наприклад, гірської породи. При відкритому способі добування корисної копалини розрізняють просту і кратну перевалку породи. 
Перевалка проста – розробка, що включає виймання породи, її однократне переміщення й укладання у відвал чи склад екскаватором. 
Перевалка кратна – розробка, що відрізняється від простої перевалки повторним переміщенням (цілком чи частково) покладених раніше у відвал порід. 
2) Пункт, місце, де перевантажують, перевалюють вантажі. Те ж саме, що й перевантажувальний пункт, перевалювальний комплекс.